# Gustav von Bonin
Gustav Carl Giesbert Heinrich Wilhelm Gebhard von Bonin, född 23 november 1797 i Heeren, Westfalen, död 2 december 1878 i Berlin, var en preussisk politiker. Han var kusin till Eduard von Bonin och bror till Adolf von Bonin.
Bonin utnämndes 1845 till överpresident i provinsen Sachsen, inträdde 1848 som finansminister i kabinettet Ernst von Pfuel och återtog efter dettas upplösning sin förra befattning. År 1851 blev han överpresident i provinsen Posen, men lämnade redan efter några månader sitt ämbete, då han ej ville medverka till återupprättandet av de forna provins- och kretsdagarna. År 1859 återfick han samma ämbete, men tog 1864 för andra gången avsked, emedan han ogillade regeringens repressiva åtgärder mot polackerna under polska upproret. Han drog sig sedan tillbaka till sina gods och deltog i det offentliga, livet endast som gammalliberal ledamot av preussiska lantdagen och tyska riksdagen.